# NGC 842
NGC 842 este o galaxie lenticulară situată în constelația Balena. A fost descoperită în 8 ianuarie 1831 de către John Herschel. Se află la o distanță de 35,97 de megaparseci de Pământ.